# Marilyn Agliotti

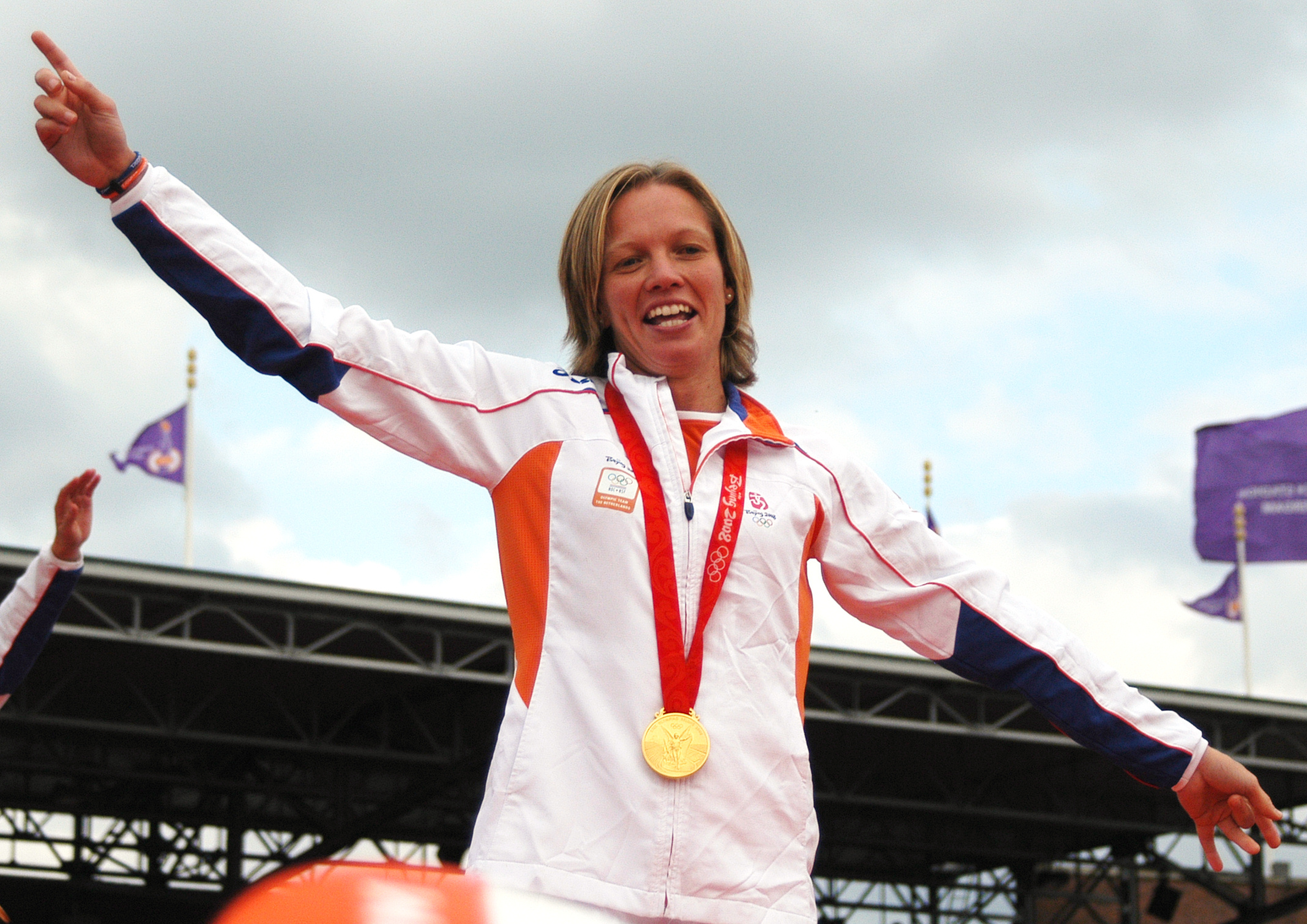
Marilyn Agliotti

Marilyn Agliotti (* 23. Juni 1979 in Boksburg) ist eine niederländische Hockeyspielerin.

## Leben
Bei den Olympischen Spielen 2008 in Peking und bei den Olympischen Spielen 2012 in London gewann  Agliotti mit der niederländischen Damenmannschaft Gold.  Bei der Feldhockey-Weltmeisterschaft der Damen 2010 gewann sie mit der Damenmannschaft Silber und bei der Feldhockey-Europameisterschaft der Damen 2009 gewann sie mit der Damenmannschaft Gold.